# ميدالية شتيرن-غيرلاخ
تعتبر ميدالية شتيرن غيرلاخ من أرقى الجوائز الألمانية لعلماء الفيزياء التجريبية، وقد سميت باسم عالمي تجربة شتيرن غيرلاخ، أوتو شتيرن ووالتر غيرلاخ.
وتمنح الجمعية الفيزيائية الألمانية ميدالية شتيرن غيرلاخ سنويًا منذ عام 1993, وقد أُلحقت الميدالية بالجائزة عام 1993, حيث عززت بها عام 1992.

## الحائزون على جائزة شتيرن غيرلاخ (1988-1992)
1988 إيريك جيرادو
1989 مانفريد فوبيل
1990 هورست أوي كيلر (معهد بلانك لأبحاث النظام الشمسي)
1991 ديرك دوبيرس ووالتر مامبي
1992 فولفغانغ كراتشمر

## الفائزون
1993 كلاوس وينتر
1994 فولفغانغ كايزر
1995 يواكيم ترومبر
1996 هاينز ماير-ليبنتز
1997 بيتر أرمبراستر
1998 هربرت فالتر
1999 سيجفريد هانكلنجر
2000 تيودور هانش
2001 أكيم ريختر
2002 جان بيتر توينيس
2003 راينهارد جنزيل
2004 فرانك ستيجليتش
2005 بوجدان بوف
2006 إريك ساكمان
2007 بيتر غرونبيرغ
2008 كونراد كلينكنيخت
2009 فريدريش فاغنر
2010 هورست شميدت بوكينج
2011 جونتر وولف
2012 راينر بلات
2013 ديتر بول
2014 غيرهارد أبستريتير
2015 كارل جاكوبس
2016 فيرنر هوفمان
2017 لورينس مولينكامب
2018 كارستن دانزمان
2019 بيتر براون-مونزينجر، وجوانا ستاتشيل

## روابط خارجية
Stern-Gerlach-Medaille at الجمعية الفيزيائية الألمانية